# Князівство (Франція)

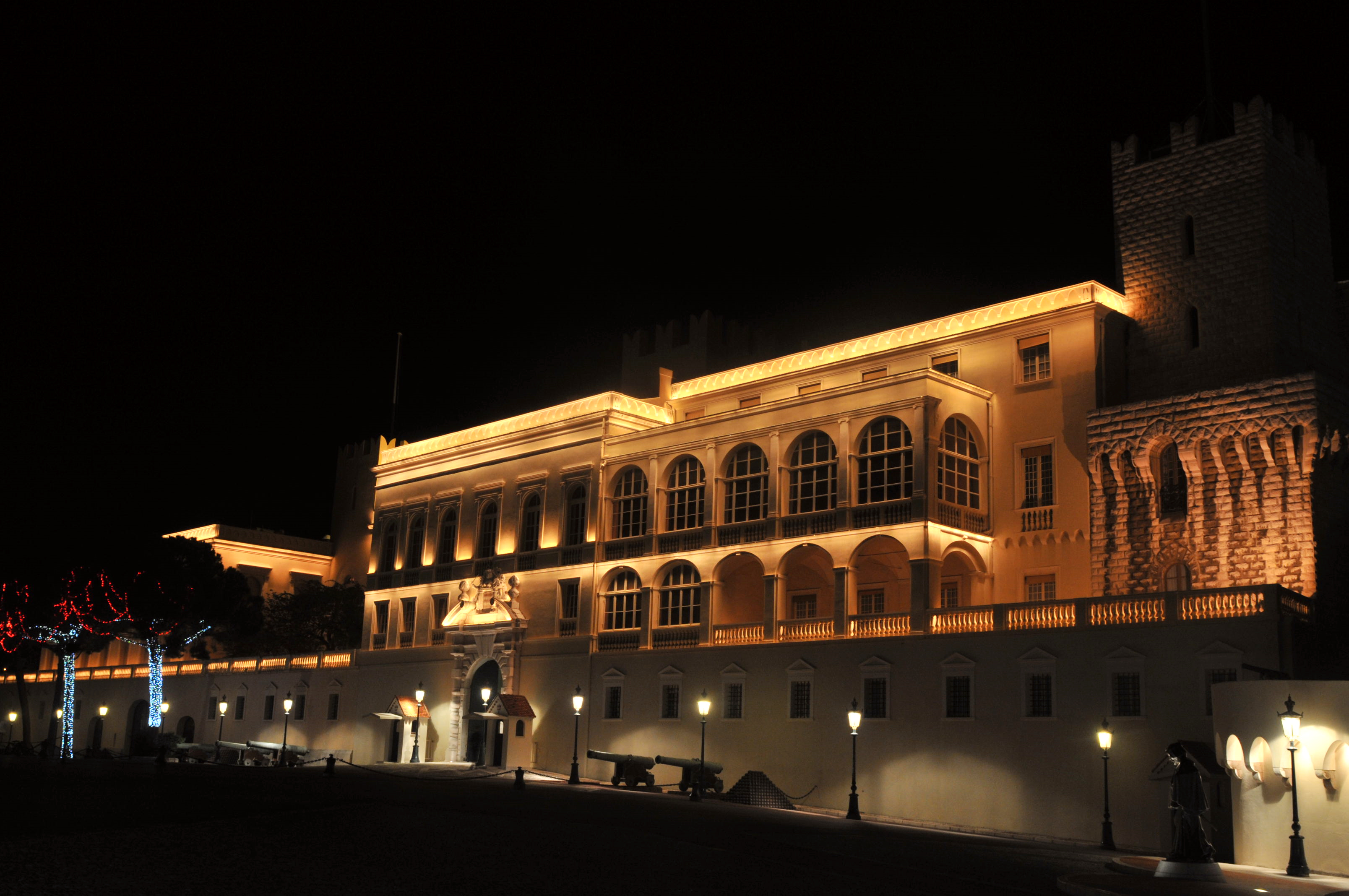
Княжий палац в Монако

У Франції епохи старого порядку термін «князівство» (фр. principauté) мав подвійне значення — звичайна сеньйорія на чолі з феодалом, що носив титул принц, і суверенна (найчастіше квазісуверенна) держава на кордонах Франції. В україномовних текстах власника феодального французького князівства, як правило, титулують принцом (наприклад, принц де Роган), а главу суверенного князівства — князем (наприклад, князь Монако). Винятком є князь суверенного Оранського князівства, титул якого, як правило, звучить як принц Оранський.
Також існували суверенні титули, створені для нащадків різних ліній родів монархів Франції, наприклад нащадків за чоловічою лінією, спадкових принців Королівства Франції — дофінів. Спочатку титул означав принців (графів) Альбонських звучав «дофін В'єннський». Сам титул виник від прізвиська Гіга IV д'Альбона — дофін (Дельфін); після того як рід д'Альбон обірвався, його титулатуру успадковував представник Бургундського дому. Після того, як французький король 1349 року купив титул дофіна В'єнського, його носив офіційний спадкоємець престолу.

## Прості принци
Князівство в першому значенні позначає володіння «простих принців» (фр. princes simples, як їх називає Жан Боден). По суті, це були піддані французької корони, звичайні барони, сеньйорія яких у силу різних причин іменувалася князівством. Такими були принци де Пуа з роду Крекі, принци де Шале з роду Талейранів, принци де Тальмон з роду Ла Тремуй і принци де Субіз із роду Роганів. Правознавець Ля-Рок у XVII столітті визначав «простих принців» як шар титулованого дворянства, проміжний між графами і герцогами. Однак принц де Тальмон (як і багато інших принців) був васалом графа Пуату, що свідчить про те, наскільки умовною була межа між графами і «простими принцами».

## Іноземні принци
На відміну від «простих», «іноземні принци» не визнавали себе підданими французької корони, а вважали себе юридично рівними французькому монарху як государі суверенних земель за межами Французького королівства. Здебільшого це були крихітні прикордонні князівства, затиснуті між Францією і сусідніми державами (переважно в складі Священної Римської імперії). З числа таких прикордонних князівств нині збереглися тільки Монако і Андорра.
«Іноземні принци» поділялися на тих, хто правив тільки на папері, де-юре (наприклад, Гізи як государі містечка Шато-Рено або Латури як титульні государі Буйона) і тих, хто мав столицю за межами Франції і правив де-факто. Останніх іменували «суверенними принцами» (фр. princes souverains): такими були Латури як правителі Седану, Лонгвілі як правителі Невшателю, Нассау в як правителі Оранжу, Гонзага як правителі Шарлевілю і Грімальді (Матійони) як правителі Монако.
Статус суверенного князівства мала й невелика провінція Бідаш. Існує документ за підписом Генріха IV, в якому Антуана де Грамона (правителя цих земель) названо «сувереном землі Бідаш».
«Іноземні принци» при французькому дворі мали низку привілеїв над перами Франції, що обумовлювало прагнення останніх придбати князівство за межами Франції і отримати від короля визнання як суверена. Зокрема, «іноземні принци» мали право не входити, а в'їжджати в королівську резиденцію (чи то на кареті, чи на ношах). Під час богослужіння в присутності французького короля вони мали право сидіти на особливому «табуреті» і схиляли коліна не на підлогу, а на спеціальну подушечку. Пери Франції, втім, не поспішали визнавати їх першості і з успіхом відстоювали свої права у французьких судах.